# パーンディッチェーリ線
パーンディッチェーリ線は、タミル・ナードゥ州ヴィリュップラム県のヴィリュップラム連絡駅からパーンディッチェーリ連合区のパーンディッチェーリ駅までを結ぶ、インド南部鉄道の鉄道路線である。

## 路線データ
- 路線距離：38km
- 駅数：5駅（起終点駅含む）
- 複線区間：なし
- 電化区間：なし

## 列車種別
普通列車と快速列車が運行しているが、一部を除いてこの路線区間では各駅に停車する。種別と列車番号は以下の通り。
- 普通列車 : 105, 106, 195, 196, 854
- 快速列車 : 103, 104

このうち、103番、104番、195番、196番はチェンナイ・マイラードゥトゥライ線の直通列車である。

## 駅名及び停車駅
| 駅名                                             | 累計距離    | 普通 | 快速 | 接続路線 （括弧内は接続路線の駅名・駅番号等）                       | 所在地                                 | 所在地 |
| ------------------------------------------------ | ----------- | ---- | ---- | ------------------------------------------------------------------- | -------------------------------------- | ------ |
| ヴィリュップラム連絡駅 (VILLUPURAM JN)           | 0.0km       | ●    | ●    | チェンナイ・マイラードゥトゥライ線 (普通104, 195, 196と快速103直通) | タミル・ナードゥ州・ヴィリュップラム県 |        |
| ヴァラヴァヌール駅 (VALAVANUR)                   | --km        | ●    | ●    |                                                                     | タミル・ナードゥ州・ヴィリュップラム県 |        |
| チンナバブ・サムディラム駅 (CHINNABABU SAMUDRAM) | --km        | ●    | ●    |                                                                     | タミル・ナードゥ州・ヴィリュップラム県 |        |
| ヴィッレヌール駅 (VILLENUR)                      | --km        | ●    | ●    | 快速103は通過                                                       | パーンディッチェーリ連合区             |        |
| パーンディッチェーリ駅 (PONDICHERRY)             | 38km (Rs.9) | ●    | ●    |                                                                     | パーンディッチェーリ連合区             |        |